# Собор Святого Николая (Харьков)
Собор Святого Николая, или Николаевская церковь — пятикупольный православный храм в Харькове, построенный в 1896 году на Николаевской площади на месте старого каменного храма 1770 года. Собор строился в византийском стиле по проекту харьковского епархиального архитектора Владимира Немкина, являясь его главной работой:97. Освящён во имя святого Николая Мирликийского. Снесён в 1930 году.
Храм находился напротив нынешнего магазина «Медведик» («Ведмедик») на противоположной стороне площади Конституции.

## История

### Деревянная церковь (1655—1770)
Первый деревянный Николаевский храм был построен одновременно с основанием Харькова и не позже 1655 года, он занимал место у самой стены Харьковской крепости
В 1733 году деревянная церковь сгорела.

### Старая Николаевская церковь (1770—1886)

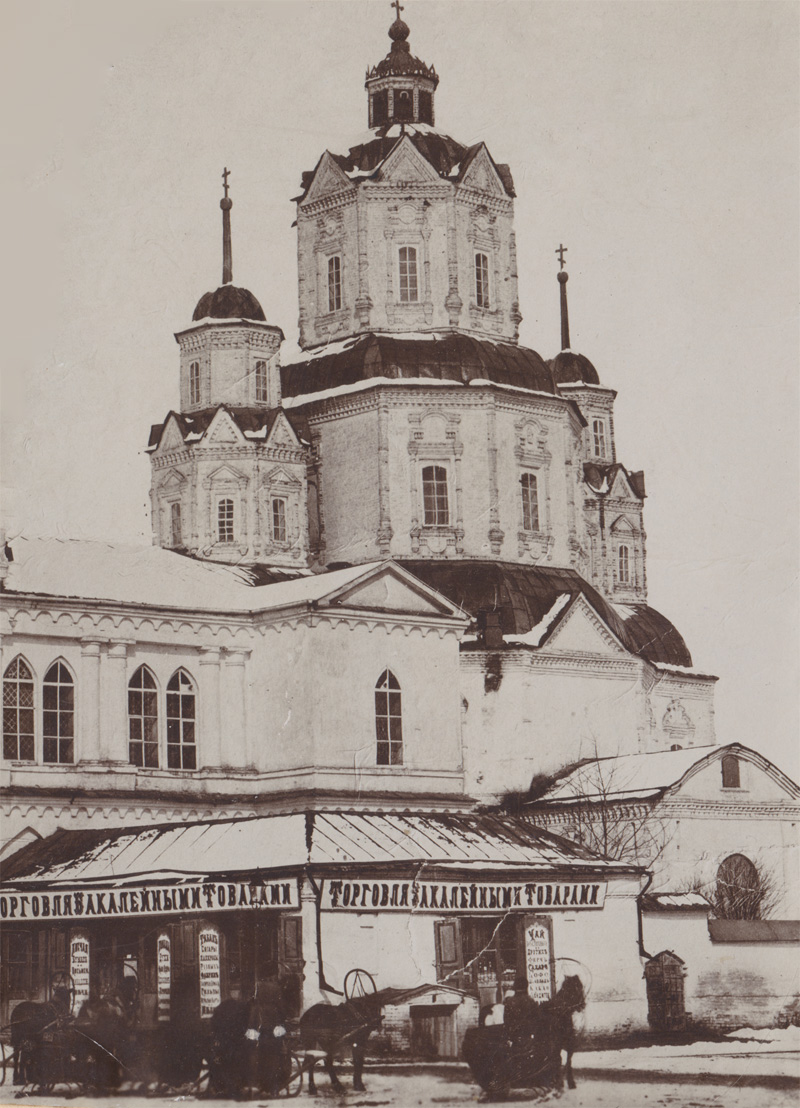
Старая Николаевская церковь (1770—1886)

В 1764—1770 годах на этом месте была выстроена каменная церковь. Это сооружение было очень похоже на другой каменный храм города — Покровский собор 1689 года постройки, сохранившийся до настоящего времени. Ряд харьковских авторов и исследователей полагает, что именно этот собор был указан как образец мастеру Николаевской церкви.
Церковь была трехъярусной и трёхдольной, её план состоял из центра — восьмигранника, алтаря и бабинца — шестигранников. Все участки церкви граненые, увенчанные двухскатными восьмигранными куполами, причем каждый верх имел по два световых восьмерика. Архитектурный декор фасадов — карнизы, перехваченные кольцами полуколонны, оконные наличники — аналогичные тем, что и в Покровском соборе, выполненные в казацком барокко. Навершия куполов, как свидетельствует панорама Харькова 1787 года, по формам были близки к куполам Покровского собора, во время достройки к церкви в 1833—1835 годах трапезной в псевдоготическом стиле их перестроили: появились треугольные фронтоны над каждой гранью восьмерика, приплюснутые формы куполов и шпиля.

### Собор Святого Николая (1886—1930)
В середине XIX века в Харьков приехал император Николай I, который распорядился снести колокольню, потому что она, по его мнению, затрудняла движение. Колокольню снесли и построили новую, в русско-византийском стиле, в результате чего внешний вид Николаевской церкви изменился, но, тем не менее, здание оставалось «оригинальным сооружением, одним из немногих памятников харьковской старины». В 1886 году обветшавшая церковь была разобрана и вместо неё по проекту архитектора Владимира Немкина был построен капитальный пятиглавый собор. Работы по его строительству были начаты в 1887 году и завершены к 1896 году.
В 1930 году собор был взорван и снесён. По официальной версии, снос храма был произведён в связи с прокладкой трамвайной линии, поворачивающей с площади на Пушкинскую улицу (перед тем трамваи ходили с Московского проспекта через крутой подъём переулка Короленко; данная трамвайная линия была ликвидирована в 2008 году со снятием рельсов с Пушкинской улицы).
Согласно протоколу заседания Харьковского городского совета от 17 февраля 1930 года,

Слушали: о закрытии и разрушении церквей.
Решили: закрыть и разрушить Мироносицкую церковь за счёт строительства оперного театра. Разрушение произвести путём взрыва.
Закрыть и разрушить Николаевский собор путём разборки.
Считать необходимым весь строительный материал после разрушения церквей, т.е. кирпич и щебень, использовать на строительство школ-семилеток.

## Посещения собора первыми лицами государств
В 1709 году Император Всероссийский Пётр I во время проезда через Харьков во время Северной войны присутствовал на богослужении в Николаевской церкви.
Сразу после взятия Харькова Добровольческой армией в июне 1919 года Главнокомандующий ВСЮР Антон Деникин присутствовал на торжественном молебне, посвящённом освобождению города, в соборе и на площади перед ним.

## Архитектура
Храм относится к традиционному византийскому стилю. Имел пять куполов.

## Оценки
Кандидат архитектуры, доцент кафедры дизайна и изобразительного искусства Харьковского национального университета городского хозяйства Елена Ерошкина пишет, что «гармоничность пропорций, умелая группировка деталей, цельность фасадов, выразительность силуэта выделяют этот памятник как яркое художественное произведение. Возведенный в историческом ядре города, храм этот занял главенствующее положение в его силуэте»:94.

## Галерея

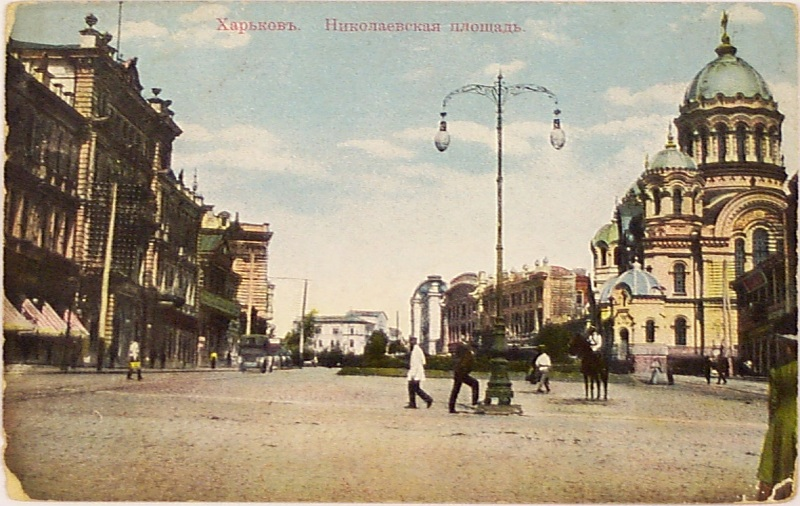
В 1910-х годах, Николаевская площадь.
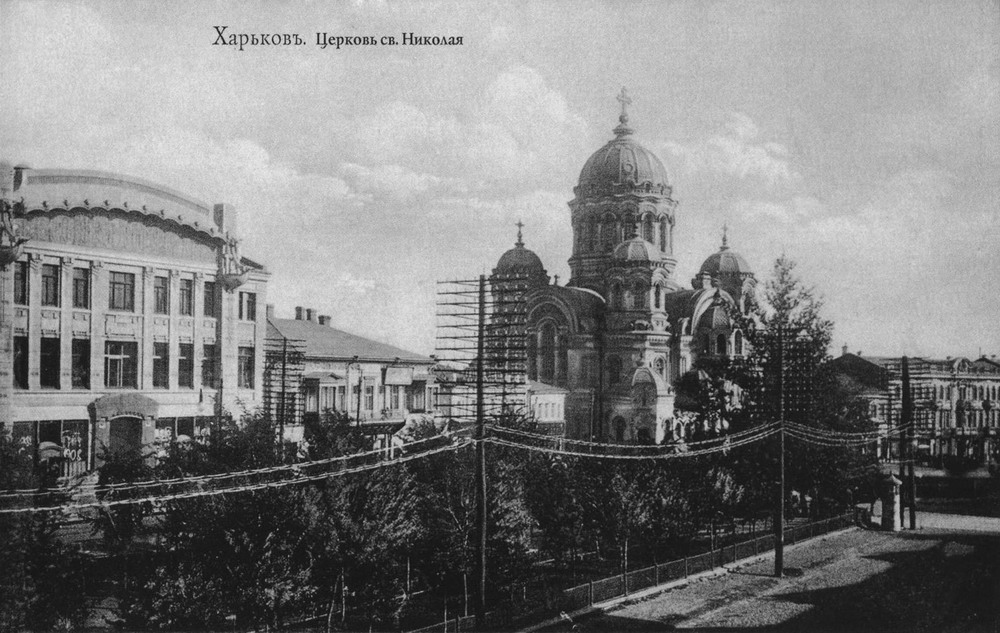
Собор Святого Николая в 1911 году.
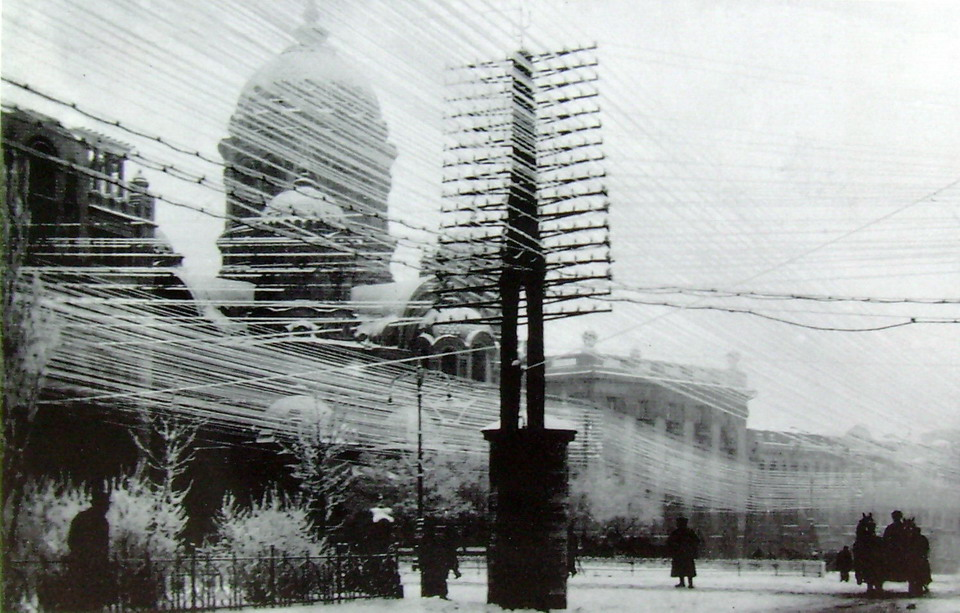
Собор Святого Николая зимой.
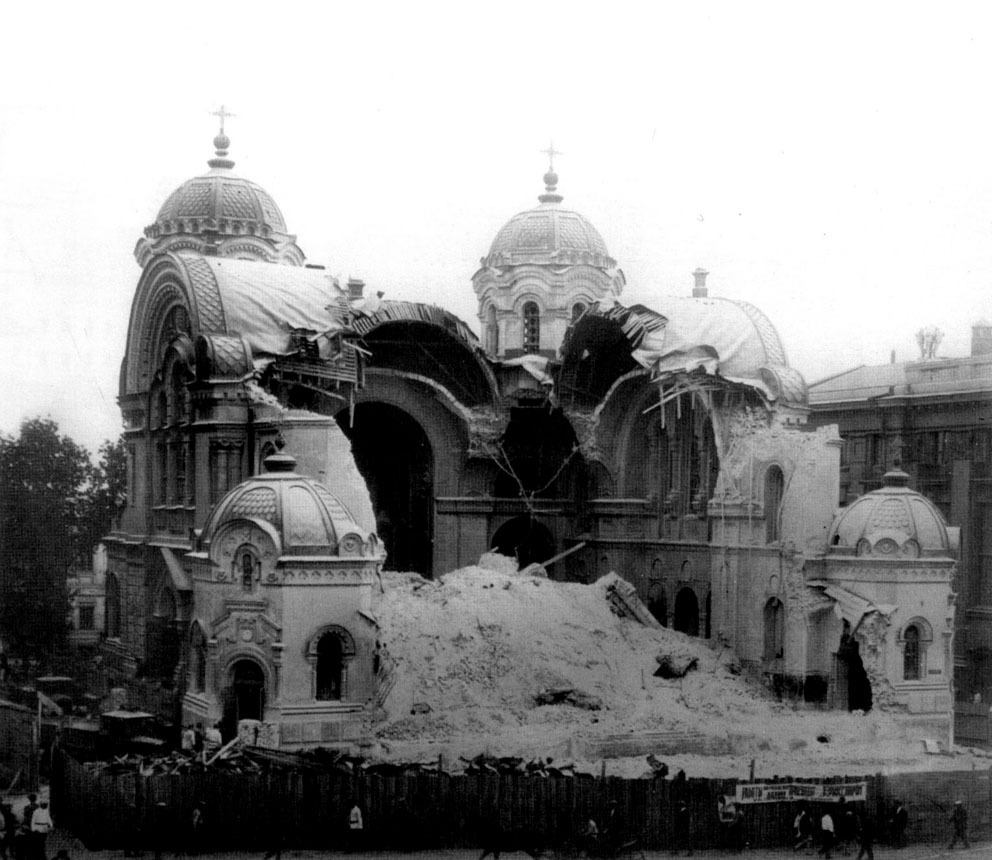
Снос собора в 1930 году, на площади М. С. Тевелева.